# Herrschaftsgericht Markt Einersheim
Das Herrschaftsgericht Markt Einersheim war ein Herrschaftsgericht der Grafen von Rechteren-Limpurg zu Markt Einersheim. Es bestand von 1814 bis 1848 als administrative Einheit des Rezatkreises in Franken. 1848 wurde es in eine Gerichts- und Polizeibehörde umgewandelt, die 1849 aufgelöst wurde.

## Lage
Das Herrschaftsgericht grenzte an die Herrschaftsgerichte Burghaslach, Hohenlandsberg, Schwarzenberg, dem Landgericht Markt Bibart und dem Untermainkreis. 

## Struktur

### Steuerdistrikte
Das Herrschaftsgericht wurde in zwei Steuerdistrikte aufgeteilt, die vom Rentamt Scheinfeld verwaltet wurden:
- Hellmitzheim mit Bruckhof, Seehof und Waldhof;
- Markt Einersheim mit Herrnmühle, Possenheim, Schwarzmühle, Sekretariusmühle und Steinmühle;
- Neubauhof zum Steuerdistrikt Iphofen;
- Enzlar zum Steuerdistrikt Markt Bibart;
- Forsthaus zum Steuerdistrikt Neundorf;
- Mönchsondheim, Nierenmühle, Obere Dorfmühle, Schwarzmühle zum Steuerdistrikt Willanzheim.

### Ruralgemeinden
1818 gehörten vier Ruralgemeinden zum Herrschaftsgericht:
- Hellmitzheim mit Bruckhof, Enzlar, Forsthaus, Obere Dorfmühle, Seehof, Untere Mühle und Waldhof;
- Markt Einersheim mit Herrnmühle, Schwarzmühle, Sekretariusmühle und Steinmühle;
- Mönchsondheim mit Nierenmühle, Obere Dorfmühle und Schwarzmühle;
- Possenheim mit Neubauhof.

1818 gab es im Herrschaftsgericht Markt Einersheim 1804 Einwohner, die sich auf 418 Familien verteilten und in 319 Anwesen wohnten.

## Weitere Entwicklung
Mönchsondheim wurde nach 1829 an das Landgericht Markt Bibart abgegeben. Neundorf kam nach 1829 vom Landgericht Markt Bibart und Gollhofen vom Landgericht Uffenheim an das Herrschaftsgericht Markt Einersheim.
1840 hatte das Herrschaftsgericht Markt Einersheim eine Gebietsfläche von 21⁄2 Quadratmeilen (≈137 km²). Es gab 2258 Einwohner (19 Katholiken und 2239 Protestanten) und 19 Ortschaften (1 Markt, 4 Pfarrdörfer und 14 Einöden) und 5 Gemeinden (1 Marktgemeinde und 4 Landgemeinden):
- Hellmitzheim mit Bruckhof, Obere Dorfmühle, Seehof, Untere Mühle und Waldhof;
- Gollhofen mit Herrenmühle, Stoffelsmühle und Ziegelhütte;
- Markt Einersheim mit Herrnmühle, Neubauhof, Schwarzmühle, Sekretariusmühle und Steinmühle;
- Neundorf;
- Possenheim mit Forsthaus.